# شبكة الوصول للعدالة - عون

شعار شبكة عون للوصول للعدالة في قطاع غزة

يشار إليها أيضا بشبكة العون القانوني في قطاع غزة أو ((بالإنجليزية: Awn Network)‏)، تم دعم إنشائها بمبادرة من برنامج الأمم المتحدة الإنمائي في فلسطين عام 2011، تتألف بشكل أساسي من مؤسسات المجتمع المدني، مراكز حقوق الإنسان والمؤسسات التعليمية غير الربحية الغير مسيسة. تهدف إلى تقديم خدمات المساعدة القانونية للفئات الهشة بغرض تمكينها قانونياً كجزء من الجهود المبذولة للحد من الآثار المأساوية التي تتمثل في الزيادة في نسب الفقر والبطالة.

## الشبكة

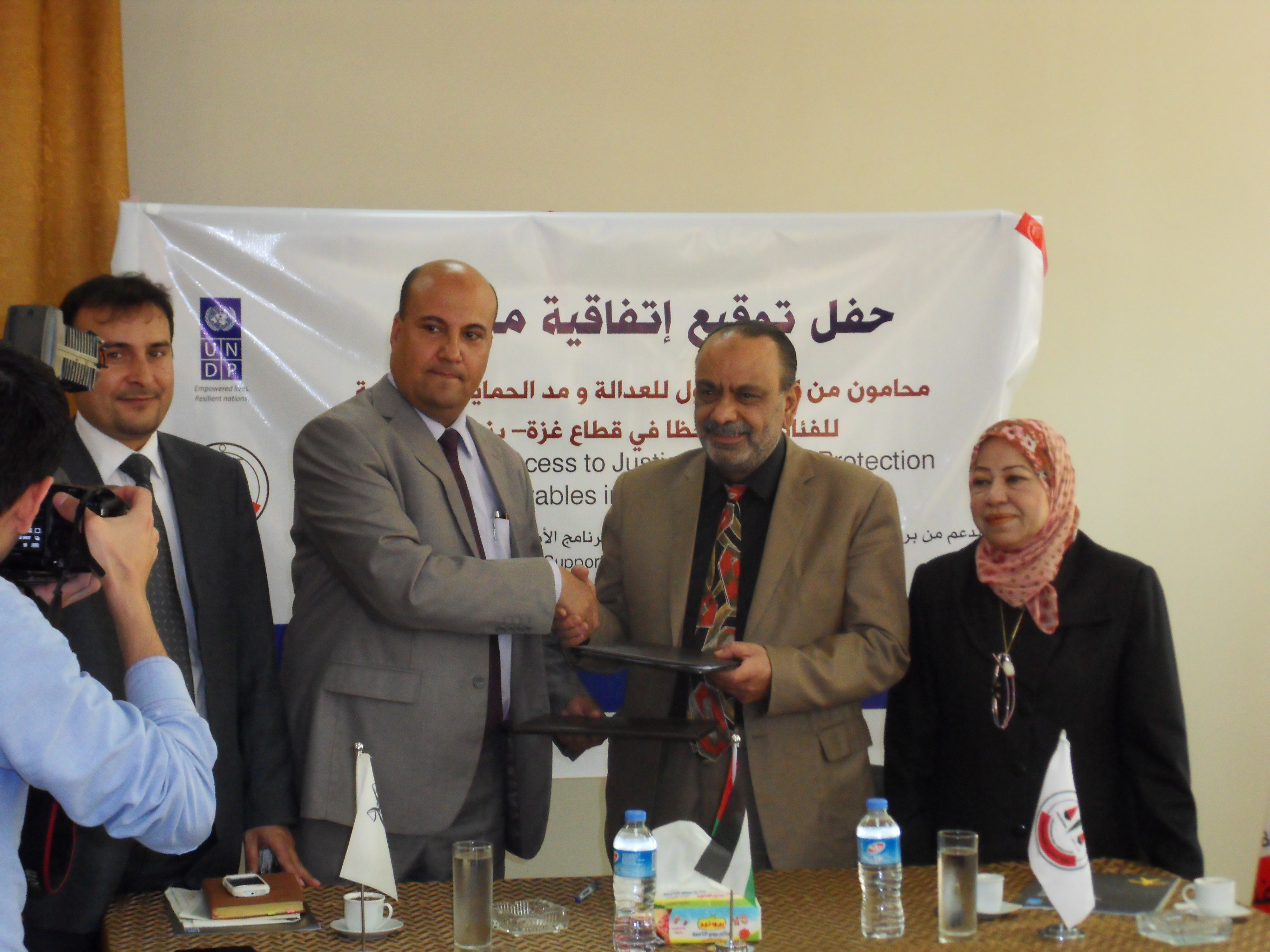
أحتفال توقيع أتفاقية تعاون بين نقابة المحامين الفلسطينيين (أستاذ سلامة بسيسو) على اليمين و UNDP فلسطين (أستاذ أبراهيم أبو شمالة) على اليسار, غزة 25-4-2013

هي مجموعة من المؤسسات والجمعيات غير الربحية العاملة في قطاع غزة، وعمل هذة المؤسسات يتكامل من أجل تحقيق الأهداف التي تم إنشاء الشبكة من أجلها هي في الاساس العمل على ترسيخ مبداء سيادة القانون في المجتمع، وعمل الشبكة لا ينطوي على الرصد فقط أنما يشمل العمل على تطوير المنظومة بكاملها التي تشمل أيضا تنشيط الحلول التصالحية وفق معايير يتقبلها المجتمع مثل لجان الإصلاح والقضاء العشائري.
تعقد الشبكة اجتماعاتها بصفة دورية منتظمة "كل أسبوعين"، ويتم إدارة الشبكة من خلال السكرتاريا الدائمة، والتي يتولاها فريق العمل بنقابة المحامين، بالإضافة للسكرتارية الدورية والتي تتولاها إحدى المؤسسات الشريكة، بينما تؤخذ القرارات، في إطار الشبكة، بالأغلبية.
يعتمد التنسيق على تقاسم الأدوار والتخصصية، حيث أن العيادة التابعة لنقابة المحامين على سبيل المثال تضطلع بالتمثيل القانوني، بينما تقوم مؤسسات أخرى بتولي التمثيل في إطار قضايا الأحوال الشخصية، وفي الوقت ذاته هنالك بعض الشركاء لديهم اهتمام خاص بقضايا المرأة، أو العمال، أو الأحداث على خلاف مع القانون.
تقدم الشبكة خدمات متكاملة، فبالإضافة لخدمات العون القانوني، هنالك خدمات الدعم النفسي والاجتماعي بالتعاون مع مؤسسات وأطر أخرى كالأونروا.

## العيادات القانونية في قطاع غزة
تعد العيادات القانونية في قطاع غزة تطبيقا حديثا لمفهوم العون القانوني المجاني للفئات المعوزة والهشة، حيث بدأت بالانتشار في عام 2011 قفي مختلف محافظات القطاع، بتمويل من برنامج دعم سيادة القانون التابع لبرنامج الأمم المتحدة الإنمائي - برنامج مساعدة الشعب الفلسطيني ـ، ايمانا منه بأهمية التمكين القانوني لتلك افئات كمدخل للتنمية والتمكين الاقتصادي والاستقرار الاجتماعي.
تقدم العيادات القانونية خدمات التوعية القانونية، الاستشارة القانونية، الوساطة والتمثيل القانوني والقضائي المجاني، وتقوم عيادة نقابة المحامين الفلسطينيين بتمثيل القضايا النظامية، وباقي العيادات الأخرى بالتمثيل الشرعي.

## الية عمل العيادات
يقوم محامو العيادات باستقبال الحالات واعداد التوصيات بناء على دليل معايير الهشاشة، ومن ثم الترافع المجاني أمام القضاء، أو تحويل الحالة للعيادة المختصة تبعا لنوع القضية. كما أن المحامين يقوموا بتعبئة بيانات الحالات على برنامج محوسب يشمل جميع حالات العون القانوني، ليسهل الرجوع للتفاصيل وتسهل عملية التحويل بين العيادات.

## أهداف الشبكة
مذكور في الموقع الرسمي للشبكة عدد من الأهداف يتم الإشارة بأن الشبكة تهدف إلى تحقيقها بما يخدم أهداف الشبكة:
وهي كالتالي:
1. التنسيق الحثيث، وتبادل المعلومات، والخبرات، والتجارب، والتحديات، والنجاحات بين أعضاء الشبكة.
2. تطوير قدرات الكوادر البشرية وطواقم المؤسسات الأعضاء في الشبكة في النواحي القانونية والمهاراتية التطبيقية.
3. رفع الوعي لدى الفئات الهشة والقيام بتقديم خدمات العون القانوني المجاني المتكامل قانونياً ونفسياً ومجتمعياً.
4. إدارة وتشغيل قاعدة بيانات للحالات القانونية لدعم صناعة القرار، ورسم السياسات التشريعية في قطاع العدالة، وصنع القرار، وضمان جودة البحوث القانونية في السياق الأكاديمي.
5. إدارة وتفعيل نظام التحويل الخاص بشبكة مزودي العون القانوني القائم على تقاسم الأدوار والتخصص.
6. دعم القدرات في مجال الإعلام والعلاقات العامة وتجنيد الدعم.
7. تجنب الازدواجية والتنافسية والتكرار في العمل.
8. ضمان الاستمرارية والتجديد عبر بناء القدرات في مجال التخطيط وإدارة المشاريع والرقابة والتقييم.
9. إرساء البنية من أجل إقامة نظام عون قانوني وطني شامل.
10. القيام بدراسات مسحية وبحثية مختلفة وتنظيم ورشات عمل.
11. إطلاق حملات ضغط ومناصرة حول قضايا قانونية تستحوذ على اهتمام عام.
12. دعم جهود الرقابة على قطاع العدالة، وتفعيل دور الإعلام في ضمان جودة مخرجات العدالة.
13. رسم استراتجيات التطوير والتحديث المستمر لنظام العون القانوني بالتنسيق مع مجموعة العمل الخاصة بالعون القانوني التابعة لمجموعة الحماية ضمن نظام الأمم المتحدة.

## أعضاء الشبكة
تتألف الشبكة من الهيئات الأعتبارية:
1. نقابة المحامين الفلسطينيين
2. اللجنة التنسيقية العليا لاتحاد البرامج النسائية
3. التحالف من أجل العدالة
4. جمعية الثقافة والفكر الحر
5. جمعية العطاء الخيرية
6. مزكز هدف لحقوق الإنسان
7. الجمعية الوطنية للديمقراطية والقانون
8. المركز الفلسطيني للديمقراطية وحل النزاعات
9. جامعة الأزهر بغزة
10. الجامعة الإسلامية- غزة
11. جامعة فلسطين- غزة
12. الكلية الجامعية للعلوم التطبيقية- غزة
13. مركز شؤون المرأة
14. جمعية عايشة لحماية المرأة والطفل
15. الهيئة الفلسطينية للاجئين
16. المعهد الفلسطيني للاتصال والتنمية
17. مركز الاعلام المجتمعي
18. التحالف من أجل العدالة
19. جمعية الوداد للتأهيل المجتمعي
20. مركز الاستشارات القانونية للمرأة

## روابط خارجية
الموقع الإلكتروني الرسمي لشبكة عون
شبكة عون على يوتيوب
برنامج الامم المتحدة الإنمائي - فلسطين
موقع العيادة القانونية لجامعة الازهر غزة
موقع نقابة المحامين الفلسطينيين